# Ždiar
Ždiar és un poble i municipi d'Eslovàquia. Es troba a la regió de Prešov, al nord del país.

## Història
La primera referència escrita de la vila data del 1409.

## Demografia
| Godina             | 1994 | 2004   | 2014   | 2024   |
| ------------------ | ---- | ------ | ------ | ------ |
| Nombre de persones | 1323 | 1330   | 1382   | 1357   |
| Diferència         |      | +0,52% | +3,90% | −1,80% |

| Godina             | 2023 | 2024   |
| ------------------ | ---- | ------ |
| Nombre de persones | 1363 | 1357   |
| Diferència         |      | −0,44% |